# 德國領土變遷

1871年至1918年的德國

1918年至1933年的德國

1939年3月至9月的德國

1939年至1945年的德國

1945年至1949年的德國

1949年至1990年的德國(西德)

1949年至1990年的德國(東德)

1990年至今的德國

德国领土变迁是指德国自1871年德意志帝国建立至今的领土变化。现代德国建立于1871年，奥托·冯·俾斯麦使得除奥地利之外的大部分日耳曼邦国统一到德意志帝国。第一次世界大战后，魏玛共和国取代德意志帝国，德国失去了约10%的领土。纳粹德国1933年成立之后，德国最初经历了极大的领土扩张，征服了大部分欧洲国家（但并非所有地区都并入德国）。但纳粹战败之后，德国领土大幅缩小且被盟国分区占领，德国前东部领土被割让给波兰人民共和國和蘇維埃社會主義共和國聯邦。1990年，东德和西德重新统一，确立了现在的德国领土。